# Venus in Furs (chanson)
Pour les articles homonymes, voir Venus in Furs.
Pistes de The Velvet Underground and Nico
Femme Fatale Run Run Run
Venus in Furs est une chanson du groupe de rock américain The Velvet Underground, écrite et composée par Lou Reed. Elle apparaît sur leur premier album, The Velvet Underground and Nico, sorti en 1967. Inspirée par le livre du même nom  de Leopold von Sacher-Masoch (en français, La Vénus à la fourrure), la chanson a pour thèmes le sado-masochisme, le bondage et la soumission.

## Enregistrement
Venus in Furs est l'une des trois chansons (avec Heroin et I'm Waiting for the Man) à avoir été réenregistrées aux T.T.G. Studios de Hollywood avant d'apparaître sur la version finale de The Velvet Underground and Nico. La musique est remarquable pour l'alto cacophonique de John Cale et la guitare Ostrich de Lou Reed (une guitare dont toutes les cordes sont sur la même note).

## Versions alternatives

### Ludlow Street Loft, juillet 1965
Venus in Furs est l'une des chansons enregistrées par Lou Reed, John Cale et Sterling Morrison dans leur loft de Ludlow Street, à Manhattan, durant le mois de juillet 1965. Cette version possède des arrangements tout à fait différents de ceux qui apparaissent sur l'album et se termine sur ce que David Fricke décrit, dans le livret du coffret Peel Slowly and See où cet enregistrement apparaît, comme une « lamentation aride, proche du folk vieil anglais ».

### Scepter Studios, avril 1966
Une autre prise a été tout d'abord enregistrée aux Scepter Studios, à New York, avant que la chanson soit réenregistrée à Hollywood. Cette prise a un rythme plus soutenu et les paroles varient légèrement de celles de l'enregistrement T.T.G.

## Reprises et réutilisations
Lou Reed a enregistré plusieurs reprises de cette chanson, et John Cale la joue aussi avec son groupe. D'autres artistes l'ont reprise, dont FireFrank, Siouxsie avec son deuxième groupe The Creatures, Niagara, Melvins, The Smashing Pumpkins, Christian Death, Rosetta Stone, Bettie Serveert, Dave Navarro, Hugh Cornwell, Krieg, Monster Magnet, DeVotchKa, Chuck Dukovski Sextet, The Eden House, The Kills, le groupe français  Marc Seberg, et le chanteur rock français Rodolphe Burger.
Venus in Furs a été employée dans les films The Doors d'Oliver Stone (1991 au cinéma), Last Days de Gus Van Sant (2005) et Saint Laurent de Bertrand Bonello (2014).
Venus in Furs est la bande-son du spot publicitaire réalisé par Tony Kaye pour la marque Dunlop en 1993 (Tested for the Unexpected).

## Source
- (en) Cet article est partiellement ou en totalité issu de l’article de Wikipédia en anglais intitulé « Venus in Furs (song) » (voir la liste des auteurs).